# Margarete Sorg-Rose
Margarete Sorg-Rose (* 11. April 1960 in Remscheid) ist eine deutsche Komponistin, Dirigentin, Musikhistorikerin und Autorin. 

## Karriere
Sorg-Rose erhielt als Fünfjährige ihren ersten Klavierunterricht und sang in diversen Chören. Ab 1979 studierte sie in Mainz und Tübingen Musikwissenschaft, Klassische Philologie, Theologie, Philosophie und ab 1983 in Mainz Klavierpädagogik, Chorleitung (Staatsexamen 1985); Komposition bei Volker David Kirchner. Sie nahm an verschiedenen Sommerkursen teil und bildete sich in Orchesterleitung weiter. Sorg-Rose war als Korrepetitorin beim Mainzer Bachchor, als Musikjournalistin für die Wuppertaler Bühnen sowie für den Musikverlag Schott Music und das ZDF in Mainz tätig.
Zudem studierte sie Komposition in den Meisterklassen von Hans Werner Henze und Krzysztof Meyer an der Hochschule für Musik und Tanz Köln und legte dort 1994 ihr Diplom für Komposition ab.
Ihre Werke sind bei zahlreichen Aufführungen auch im Rahmen nationaler und internationaler Musikfestivals vertreten. Ihre Schaffensschwerpunkte sind Chor- und Orchesterwerke, Kammermusik, Lied/Vokalmusik.
Seit 1993 ist die Komponistin freischaffend tätig (Unternehmen SR-international-office®). Sie arbeitet auch an ihrer musikwissenschaftlichen Dissertation über das musikdramatische Schaffen Hans Werner Henzes.

## Auszeichnungen
- 1993: „Johann-Wenzel-Stamitz-Förderpreis“ für Komposition (Ostdeutscher Musikpreis)
- 1994: Kompositionsauftrag des Landes Rheinland-Pfalz
- 1995: Finalistin im internationalen Kompositionswettbewerb für Kammermusik „Junge Komponisten in Leipzig“
- 1993/1995: Kompositionsaufträge der „Stiftung Villa Musica“
- 1996: Finalistin im Kompositionswettbewerb für Orchesterwerke der Altenburg-Theater GmbH Gera
- 1996: Auftragskomposition der Mozart-Gesellschaft Kurpfalz e. V.
- 1996: „Art-Gedok-Nadel 1996“ für Verdienste um Kunst und Kultur

## Diskografie
- Corrente für Klavier solo
- 25 Plus Piano Solo – Komponistinnen des 20. Jahrhunderts. Klaviermusik aus aller Welt von 27 Komponistinnen. Interpreten: Markus Wenz, Piano. Doppel-CD. Erscheinungsjahr: 2005. Editionsnr.: fue 7015 SAL 7015